# トニー・アルバレス
アントニオ・エンリケ・アルバレス（Antonio Enrique Alvarez , 1979年5月10日 - ）は、ベネズエラ・カラカス出身の元プロ野球選手（外野手）、歌手、政治家。
台湾球界での登録名は、東尼。

## 経歴

### 野球選手として
1998年にピッツバーグ・パイレーツに入団。
2002年9月4日にメジャーデビューを果たす。
2006年開幕前の3月に開催された第1回WBCのベネズエラ代表に選出された。
2007年5月に、台湾・中華職業棒球大聯盟の兄弟エレファンツと契約した。打率.338、本塁打8本を記録していたが、家庭の事情により7月29日に自ら退団を申し出た。

### 歌手として
2009年にエル・ポトロ・アルバレス（El Potro Álvarez）の名で、ベネズエラのレゲトンデュオであるチノ&ナチョにフィーチャリングする形で歌手としてデビュー。デビュー曲の「Lo Que No Sabes Tu （Chino & Nacho ft. El Potro Álvarez, Baroni）」は、ベネズエラの代表的なチャートであるレコルド・リポルトで1位に輝いたほか、YouTubeで3,000万回以上再生されている。また、2011年に発売した「Bla Bla Bla（El Potro Álvarez Featuring Chino Y Nacho）」、2014年に発売した「Pasarla Bien （Ilegales Ft. El Potro Álvarez）」など5曲が、ビルボードのトロピカル・エアプレイ・チャートで1位に輝いている。

### 政治家として
2013年に、ベネズエラ統一社会党からスクレ市長選に立候補したが敗北した。
2014年1月9日、ニコラス・マドゥロ政権の青年スポーツ大臣に任命された。2015年4月28日に退任した。

## 選手としての特徴
俊足とそれを生かした広い守備範囲とパンチ力を生かしたバッティングが持ち味。

## 詳細情報

### 年度別打撃成績
| 年 度     | 球 団     | 試 合 | 打 席 | 打 数 | 得 点 | 安 打 | 二 塁 打 | 三 塁 打 | 本 塁 打 | 塁 打 | 打 点 | 盗 塁 | 盗 塁 死 | 犠 打 | 犠 飛 | 四 球 | 敬 遠 | 死 球 | 三 振 | 併 殺 打 | 打 率 | 出 塁 率 | 長 打 率 | O P S |
| --------- | --------- | ----- | ----- | ----- | ----- | ----- | -------- | -------- | -------- | ----- | ----- | ----- | -------- | ----- | ----- | ----- | ----- | ----- | ----- | -------- | ----- | -------- | -------- | ----- |
| 2002      | PIT       | 14    | 30    | 26    | 6     | 8     | 2        | 0        | 1        | 13    | 2     | 1     | 0        | 1     | 0     | 3     | 0     | 0     | 5     | 0        | .308  | .379     | .500     | .879  |
| 2004      | PIT       | 24    | 45    | 38    | 5     | 8     | 2        | 0        | 1        | 13    | 8     | 0     | 0        | 0     | 2     | 4     | 0     | 1     | 7     | 1        | .211  | .289     | .342     | .631  |
| 2007      | 兄弟      | 32    | 132   | 121   | 20    | 41    | 8        | 0        | 8        | 73    | 25    | 5     | 1        | 0     | 3     | 4     | 0     | 4     | 20    | 3        | .339  | .371     | .603     | .974  |
| MLB：2年  | MLB：2年  | 38    | 75    | 64    | 11    | 16    | 4        | 0        | 2        | 26    | 10    | 1     | 0        | 1     | 2     | 7     | 0     | 1     | 12    | 1        | .250  | .324     | .406     | .731  |
| CPBL：1年 | CPBL：1年 | 32    | 132   | 121   | 20    | 41    | 8        | 0        | 8        | 73    | 25    | 5     | 1        | 0     | 3     | 4     | 0     | 4     | 20    | 3        | .339  | .371     | .603     | .974  |

### 記録
MiLB
- オールスター・フューチャーズゲーム選出 1回：（2002年）

### 背番号
- 56 （2002年、2004年）
- 28 （2007年）

### 代表歴
- 2006 ワールド・ベースボール・クラシック・ベネズエラ代表